# Neutral Bay, New South Wales

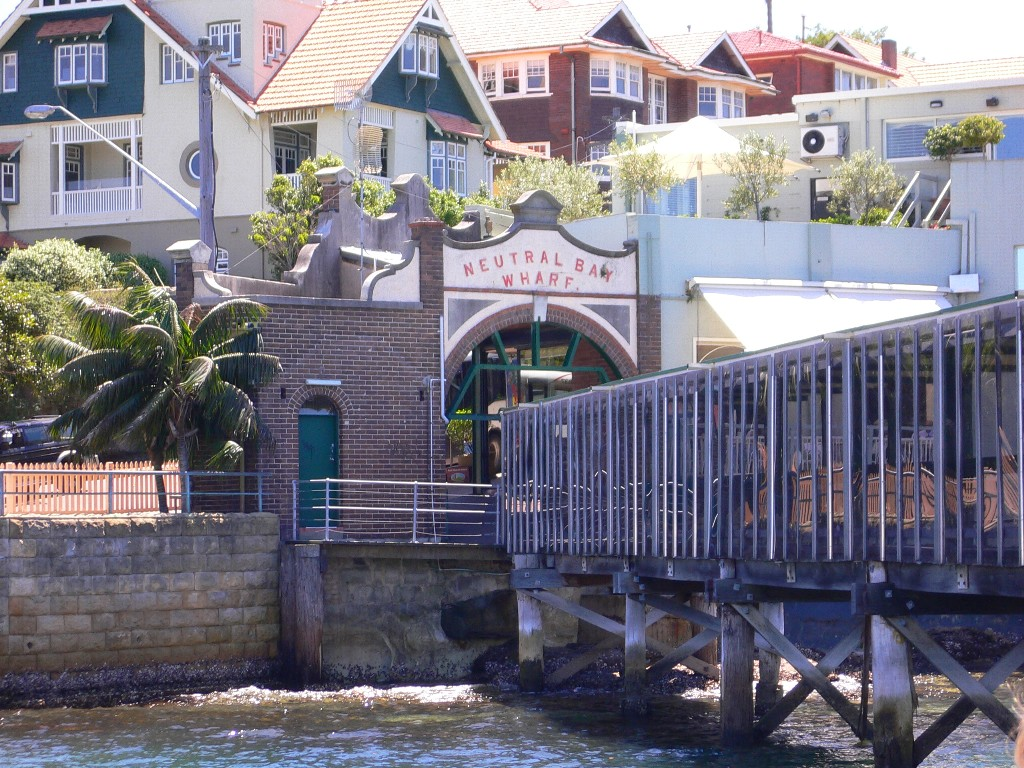
Neutral Bay, Sydney

Neutral Bay este o suburbie în Sydney, Australia.